# Елена Варакаджиева-Скордева
Елена Варакаджиева-Скордева (9/22.04.1902, София – 8.06.1978, София) е българска архитектка. Съпруга на архитект Генчо Скордев, майка на Димитър Скордев (математик) и на Михайлина Скордева (архитект).
Завършва архитектура в Дрезден, Германия през 1925 г. Проектира и ръководи (заедно с Генчо Скордев или самостоятелно) строежите на голям брой обществени и други сгради, включително и на много туристически хижи. Сред тези сгради са например поща в Бургас, общински хали в Пловдив, Стара Загора и Сливен, кланица в Хасково, хижа „Демяница“ (в Пирин) и старите хижи „Белмекен“ (в Рила) и „Бузлуджа“ (в Стара планина).

## Памет
На Елена Варакаджиева-Скордева е наречена улица в квартал „Кръстова вада“ в София (Карта).